# 汤姆·斯库利
汤姆·斯库利（英語：Tom Scully，1990年1月14日—），新西兰男子自行车运动员。他曾代表新西兰参加2014年英联邦运动会自行车比赛，获得男子记分赛金牌和男子捕捉赛第8名。